# نظارة واقع افتراضي
نظَّارة الواقع الافتراضي أو نظارة الواقع المُفترض هي جهاز مثبت على الرأس يُظهر واقعًا افتراضيًا لمن يرتديها. تُستخدم هذه النظارة استخدامًا واسعًا في ألعاب الفيديو الافتراضية وفي تطبيقات أخريات مثل أجهزة المحاكاة والتدريب. تشتمل هذه النظارة عادةً على شاشة مجسمة (تتيح صورتين منفصلين لكل عين) وصوت مجسم وأجهزة تحسس مثل مقياس التسارع والمدوار لتتبع وضع رأس المستخدم لمطابقة اتجاه الكمرة الافتراضية مع مواضع عين المستخدم في الواقع.
تحوي بعض هذه النظارات محسات تتبع حركة العين  وجهاز تحكم بألعاب الفيديو. تستخدم هذه النظارات تقنية تسمى تتبع الرأس والتي تغير مجال الرؤية عندما يدير الشخص رأسه. قد لا تكون التقنية مثالية حيث يوجد زمن انتقال إذا تحرك الرأس بسرعة كبيرة. ومع ذلك فإنه يقدم تجربة غامرة.